# Вайль, Эндрю
Эндрю Томас Вейл (вар. Вэйл, Вейль), (англ. Andrew Thomas Weil, род. 8 июня 1942 года, Филадельфия) — известный американский врач и общественный деятель, директор Аризонского центра интегративной медицины — основателем которого является — при Аризонском университете, в последнем также является профессором. Курирует свой пользующийся популярностью веб-сайт www.drweil.com.
Автор бестселлеров.
В 2005 году журнал «Тайм» назвал его в топ-100 самых влиятельных людей мира (в категории учёных и мыслителей).

## Биография
Уже в детстве его отличал интерес к растениям.
В 1964 году в Гарварде получил степень бакалавра искусств A.B. cum laude по биологии со специализацией по этноботанике лекарственных растений, учился у пионера этноботаники Ричарда Шултса (именно он заинтересовал его лекарственными растениями), а в 1968 году в Гарвардской медицинской школе получил степень доктора медицины M.D.
В том же году его имя впервые оказалось в центре общественного внимания, благодаря проведенному им лабораторному исследованию действия марихуаны на людях, первому в своём роде, результаты которого он опубликует в Science уже будучи интерном.
Гарвардский университет пригрозил ему лишением медицинской степени.
После прохождения интернатуры в одной из больниц в Сан-Франциско отработал год в Национальном институте психического здоровья. После чего написал свою первую книгу «Естественный разум» (The Natural Mind, 1972), ставшую бестселлером.
В 1971-75 гг. фелло Института текущих мировых событий (Institute of Current World Affairs) и в 1971-84 гг. исследователь Гарвардского ботанического музея. Три года он провёл в путешествиях по Америке и Африке, исследуя использование лекарственных растений в традиционной практике коренных народов.
В 1983 году вышла его вторая книга «От шоколада к морфину» (Chocolate to Morphine: Understanding Mind-Active Drugs), которую сенатор от Флориды потребовал удалить из школ и библиотек. 
Тогда же вышла ещё одна его книга «Здоровье и целительство» (Health and Healing: Understanding Conventional and Alternative Medicine), она также не осталась незамеченной.
С того же 1983 года Эндрю Вейл — клинический профессор колледжа медицины Аризонского университета. Одновременно он вёл общую практику в Тусоне, Аризона.
В 1994 году он основал Центр интегративной медицины при Аризонском университете, ныне это Аризонский центр интегративной медицины (при Аризонском университете), в котором Вейл в настоящее время является программным директором. В Аризонском университете Э. Вейл также заведует кафедрой интегративной ревматологии и является клиническим профессором медицины и профессором общественного здравоохранения.
Состоял шеф-редактором журнала Integrative Medicine.
Является основателем и председателем Фонда Вейля (Weil Foundation) и председателем Weil Lifestyle, а также основателем и совладельцем группы ресторанов True Food Kitchen.
Проживает в Тусоне.
Автор многих работ и 14 книг, ряд из которых привлёк широкое внимание.
В своих книгах «Спонтанное исцеление» (Spontaneous Healing, 1995) и «Оптимальное здоровье за 8 недель» (8 Weeks to Optimum Health, 1997) он выступает за сочетание фитотерапии, хорошего питания и здорового образа жизни, — отмечает «Британника» — и в своих последующих книгах он обращается к проблеме «overmedication» — (возможный перевод) «залечивания» (over — чрезмерной, избыточной, medication — лечения) и предлагает «альтернативные лекарства» (alternatives to drugs).
В настоящее время Oxford University Press выпускает серию его книг для врачей Weil Integrative Medicine Library, первая в которой, «Интегративная онкология» (Integrative Oncology), появилась в 2009 году, за ней последовали «Интегративные» психиатрия, педиатрия, женское здоровье, ревматология, кардиология, гастроэнтерология и другие.
Эндрю Вейл появлялся на обложке «Тайм» в 1997 и 2005 годах.
Его называют «отцом интегративной медицины».
Вейл нередко подвергался критике, в особенности от медицинского сообщества, как отмечает «Британника» — за то, что «предлагаемые им методы лечения не имели научных доказательств», и в связи со своей коммерческой деятельностью.